# Pablo Ricchetti
Pablo Javier Ricchetti (Buenos Aires (Argentinië), 2 januari 1977) is een Argentijns voetballer. Zijn positie op het veld is centrale middenvelder.